# Astaxantin

Strukturformel.

Astaxantin (3,3'-dihydroxi-β-karoten-4,4'-dion) är en karotenoid och en kraftfull antioxidant som bildas naturligt i vissa alger. Ämnet finns också naturligt i bland annat lax, jäst, krill och andra kräftdjur.
Astaxantin får man i sig på naturlig väg genom att äta till exempel lax och skaldjur. Det finns också som kosttillskott för både djur och människor. Vidare används astaxantin i fiskodlingar för att producera lax med starkare rosa färg, och ges till värphöns för att ge en gulare äggula.

## Beskrivning
Ämnet har en röd-rosa färg och de djur som konsumerar stora mängder av de alger som innehåller astaxantin blir därmed färgade, exempelvis laxen (syns mest i köttet) och flamingon. Detta antioxidant, tillsammans med α-tokoferol, skyddar laxens fleromättade fettsyror mot lipidperoxidation och bidrar väsentligt till laxens hjärtskyddande effekt.

## Dyr färg
Priset för astaxantin är idag cirka 25 000 kronor för ett kilo, och marknadsvärdet per år uppskattas till 2 miljarder. Den största delen av marknaden utgörs idag av syntetiskt astaxantin som består av två typer av molekyler, D- och L-astaxantin, vilka är varandras spegelbilder (enantiomerer). Det naturliga ämnet består endast av L-formen. Hittills har produktionen av L-astaxantin med hjälp av biologiska processer varit problematisk. De mikroorganismer som kommit ifråga för storproduktion har alstrat alltför låga halter. 
Astaxantin är godkänt som färgämne i foder.
En portion lax innehåller cirka 5 mg  α-tokoferol, och cirka 0,5 mg astaxantin.